# Town-Klasse (1937)
| Die HMS Belfast als Museumsschiff in London | |
| Town-Klasse                                 | RN Ensign |
| Daten                                       | |
| Verdrängung:                                | Southampton-Klasse 11,540 t Gloucester-Klasse 11,930 t Edinburgh-Klasse 13,175 t |
| Länge:                                      | Southampton- und Gloucester-Klasse 180 m Edinburgh-Klasse 187 m |
| Breite:                                     | Southampton-Klasse 19.0 m Gloucester- und Edinburgh-Klasse 19.8 m |
| Tiefgang:                                   | Southampton-Klasse 6.1 m Gloucester-Klasse 6.3 m Edinburgh-Klasse 6.9 m |
| Antrieb:                                    | 4 Kessel, 4 Dampfturbinen, 4 Schrauben, Southampton-Klasse 75.000 PS (56 MW) Gloucester- und Edinburgh-Klasse 82.500 PS (62 MW) |
| Höchstgeschwindigkeit:                      | 32 Knoten (59 km/h) |
| Besatzung:                                  | 750 |
| Bewaffnung:                                 | Southampton- und Gloucester-Klasse (ursprüngliches Design) - 12 × BL 6" MK XXIII 152 mm in 4 Drillingstürmen - 8 × 102 mm in Zwillingslafetten - 8 × 40 mm in Vierlingslafetten - 8 × 12,7-mm-MG - 6 × 533-mm-Torpedorohre (in zwei Drillingssätzen) Edinburgh-Klasse (ursprüngliches Design) - 12 × 152 mm in 4 Drillingstürmen - 12 × 102 mm in Zwillingslafetten - 16 × 40 mm in Achtfachlafetten - 8 × 12,7-mm-MG - 6 × 533-mm-Torpedorohre (in zwei Drillingssätzen) |
| Flugzeuge:                                  | Zwei Supermarine-Walrus-Flugzeuge (später entfernt) |

Die Town-Klasse (1936) bezeichnet eine Klasse von Leichten Kreuzern, die von der Royal Navy unter anderem im Zweiten Weltkrieg und im Koreakrieg eingesetzt wurde. Sie wurden innerhalb der Grenzen der Londoner Konferenz von 1930 entworfen. Die Schiffe waren in drei Unterklassen, der Southampton-, Gloucester- und Edinburgh-Klasse untergliedert. Die meisten Schiffe wurden verschrottet, nur eines ist als Museum erhalten geblieben.
Genau wie ihre amerikanischen und japanischen Pendants waren die Kreuzer der Town-Klasse nur dem Namen nach „Leichte Kreuzer“. Da laut Londoner Flottenkonferenz Kreuzer, deren Hauptbewaffnung ein Kaliber von 155 mm nicht übertraf, als Leichte Kreuzer gelten durften, bemühten sich die drei Marinemächte, die Begrenzungen für den Bau von Schweren Kreuzern durch den Bau Leichter Kreuzer zu umgehen, die die Größe und Kampfkraft von Schweren Kreuzern erreichten. Das kleinere Kaliber der Hauptbewaffnung wurde durch eine größere Anzahl an Geschützen ausgeglichen. Die Schiffe des Typs Town I-III waren die britische Antwort auf die japanische Mogami-Klasse.

## Southampton-Klasse
Die Southampton-Klasse war die erste gebaute Unterklasse, so dass die folgenden Unterklassen auch als verbesserte oder modifizierte Southamptons bezeichnet wurden. Sie wurden als Antwort auf die amerikanischen Kreuzer der Brooklyn-Klasse sowie auf die japanische Mogami-Klasse gebaut.
- Southampton (C83), 1941 bei Malta versenkt
- Newcastle (C76), 1959 abgewrackt
- Sheffield (C24), 1967 abgewrackt
- Glasgow (C21), 1958 abgewrackt
- Birmingham (C19), 1960 abgewrackt

## Gloucester-Klasse
Die Schiffe der Gloucester-Klasse hatten ein modifiziertes Deck und bessere Panzerung der Geschütztürme.
- Liverpool (C11), 1958 abgewrackt
- Manchester (C15), 1942 vor Tunesien versenkt
- Gloucester (C62), 1941 bei Kreta versenkt

## Edinburgh-Klasse
Die Schiffe der Edinburgh-Klasse waren mit 187 statt 180 m länger als ihre Vorgänger. Ursprünglich war geplant, die Hauptbewaffnung von zwölf 152-mm-Geschützen des Typs BL 6" MK XXIII in vier Drillingstürmen auf sechzehn Geschütze in vier Vierlingstürmen zu verstärken. Dies konnte jedoch wegen technischer Schwierigkeiten mit den Vierlingstürmen nicht realisiert werden, und so begnügte man sich mit Verbesserungen der Drillingstürme sowie zusätzlicher Mittelartillerie, Luftabwehrbewaffnung und Panzerung.
- Belfast (C35), 1965 außer Dienst gestellt, seit 1971 Museumsschiff in London
- Edinburgh (C16), 1942 in der Barentssee versenkt

## Spätere Veränderungen
Alle Schiffe wurden während des Zweiten Weltkriegs stark modifiziert, unter anderem durch Einbau von Radarausrüstung. Nach dem Koreakrieg wurde bei HMS Glasgow, HMS Sheffield und HMS Newcastle einer der Heck-Geschütztürme durch zwei zusätzliche Bofors Vierlings-Flugabwehrkanonen ersetzt. Bei den Schiffen der Edinburgh-Klasse war das Entfernen des Geschützturms nicht notwendig, da diese Unterklasse größer war und mehr Platz vorhanden war.

## Dienst
Die ersten Schiffe der Town-Klasse liefen 1936 vom Stapel und wurden 1937 in Dienst gestellt. Die Schiffe waren an zahlreichen Aktionen im Zweiten Weltkrieg beteiligt, unter anderem der Versenkung der Scharnhorst. Viele der Town-Kreuzer, die den Zweiten Weltkrieg überstanden, wurden daraufhin im Koreakrieg eingesetzt. Das einzige noch existierende Schiff der Klasse ist die Belfast, die in London als Museumsschiff zu sehen ist.